# Lycosa guayaquiliana
Lycosa guayaquiliana este o specie de păianjeni din genul Lycosa, familia Lycosidae, descrisă de Mello-leitão, 1939.
Este endemică în Ecuador. Conform Catalogue of Life specia Lycosa guayaquiliana nu are subspecii cunoscute.